# Comité de coordination des musulmans turcs de France
Le Comité de coordination des musulmans turcs de France (CCMTF) est une organisation regroupant des lieux de culte turcs de France.

## Eléments historiques
Le Comité de coordination des Musulmans Turcs de France (CCMTF) se veut le représentant des musulmans d'origine turque en France, excluant d'autres organisations jugées plus radicales. L'intérêt de l'État turc pour cette organisation, la recherche de protection du pays d'origine par les immigrants, les divisions nationales au sein du Conseil français du culte musulman (CFCM) et l'habitude de l'État français de gérer sa communauté musulmane en partie par des gouvernements étrangers contribuent à expliquer son importance.
Lors des élections au Conseil français du culte musulman de 2005, le CCMTF a remporté un siège au conseil d'administration, ainsi que 4 régions.
En 2013, Ahmet Ogras devient président du CCMTF. Il devient également vice-président, puis président en 2017, du Conseil français du culte musulman (CFCM),.
Selon Le Point, le CCMTF est considéré comme plus proche du pouvoir de Recep Tayyip Erdoğan.